# Blanche Lincoln
Pour les articles homonymes, voir Lambert et Lincoln.
Blanche Lincoln, née Lambert le 30 septembre 1960 à Helena (Arkansas), est une femme politique américaine. Membre du Parti démocrate, elle est élue de l'Arkansas à la Chambre des représentants des États-Unis de 1993 à 1997 et au Sénat des États-Unis de 1999 à 2011.
D'orientation centriste, elle est membre des Nouveaux démocrates et coprésidente du Moderate Dems Working Group au Sénat. Par ses votes, elle représente l'aile droite du parti, parfois en accord avec les républicains concernant certains sujets économiques ou environnementaux.

## Biographie

### Études et vie privée
Blanche Lambert naît le 30 septembre 1960 à Helena, dans le comté de Phillips, sur la rive droite du Mississippi, dans l'est de l'Arkansas. Diplômée en droit en 1982, Blanche Lambert est mariée au docteur Steve Lincoln et est mère de garçons jumeaux.

### Représentante des États-Unis (1993-1997)
Blanche Lincoln travaille jusqu'en 1984 dans l'équipe de William Alexander, représentant du premier district congressionnel de l'Arkansas. En 1992, elle bat Alexander lors des primaires démocrates et lui prend son siège à la Chambre des représentants des États-Unis où, réélue en 1994, elle siège jusqu'en 1997.
Lincoln représente l'aile droite du Parti démocrate. Elle est l'une des rares démocrates à soutenir l'Accord de libre-échange d'Amérique centrale et l'une des 17 démocrates à voter pour le Teamwork for Employees and Managers Act of 1995 qui vise à modifier le droit fédéral du travail ; le président Bill Clinton met par la suite son veto à la loi. Elle vote aussi en faveur d'une restriction des class actions et pour rendre plus strictes les lois sur la faillite personnelle. Enfin, elle s'isole de la majorité de son parti en soutenant les suppressions d'impôts de l'administration Bush et réclame l'abolition des droits de succession. Elle rédige des propositions de réforme constitutionnelle visant à inclure un balanced budget amendment, qui contraindrait l'État à équilibrer chaque année son budget de façon exacte, empêchant de fait toute politique de relance budgétaire.
Très impliquée dans les enjeux agraires, elle fait campagne pour le Federal Agriculture Improvement and Reform Act of 1996 (FAIR) qui modifie profondément le système de subventions des agriculteurs. Au Sénat, elle se bat lors du vote du Food, Conservation, and Energy Act of 2008.
En 1996, enceinte, Blanche Lincoln renonce à concourir pour un troisième mandat.

### Sénatrice des États-Unis (1999-2011)

#### Élection de 1998

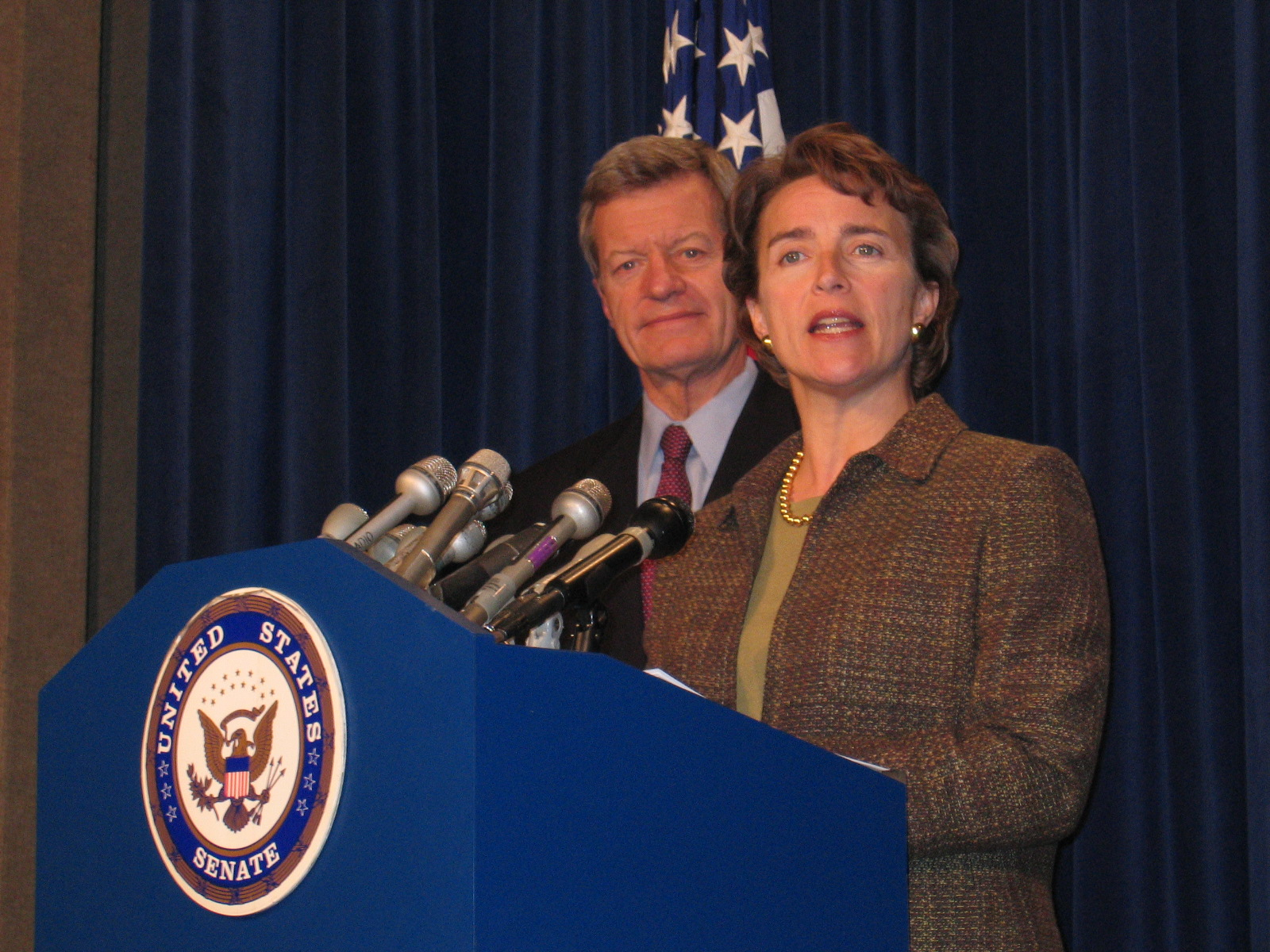
Lincoln en 2006.

Lors des élections de 1998, elle est élue sénatrice fédérale avec 55,1 % des suffrages face à 42,4 %, succédant au démocrate Dale Bumpers. Membre de la coalition des Nouveaux démocrates au Sénat, placée au centre de l'échiquier politique, elle siège, entre autres, au comité des finances.
En 2004, elle est l'une des prétendantes à la candidature démocrate à la vice-présidence des États-Unis au côté de John Kerry.

#### Élection de 2004
À l'occasion des élections de 2004, elle est réélue sénatrice avec 55,9 % des voix contre 44,1 % à son concurrent républicain Jim Holt. En 2009, elle est l'un des fondateurs et l'un des trois coprésidents du Moderate Dems Working Group, un caucus centriste.
Elle vote en faveur du plan de relance de l'économie et de la réforme de santé du président Obama, en soutenant le Patient Protection and Affordable Care Act. En revanche, elle vote contre le Health Care and Education Reconciliation Act of 2010. Enfin, elle est l'une des adversaires du projet de loi Employee Free Choice Act, déposé au Congrès en mars 2009, visant à réformer le National Labor Relations Act afin d'augmenter les droits des salariés. Cette position lui obtient le soutien de l'organisation Americans for Tax Reform, mais lui coûte ses appuis au sein des syndicats et des classes populaires. Elle vote également pour la nomination de John G. Roberts, Jr., de Sonia Sotomayor et d'Elena Kagan à la Cour suprême, mais contre celle de Samuel Alito.

#### Élection de 2010
Candidate à sa réélection, elle doit faire face lors de la primaire démocrate au lieutenant-gouverneur Bill Halter et au conservateur D.C. Morrison. Le 18 mai 2010, lors du premier tour, Lincoln obtient 44,5 % des voix contre 42,5 % à son rival plus à gauche Halter (qualifié de liberal aux États-Unis) et 13 % à Morrison.
Désabusés en particulier par son opposition à l'Employee Free Choice Act, la plupart des syndicats, dont la Fédération américaine du travail - Congrès des organisations industrielles (AFL-CIO) et l'American Federation of State, County and Municipal Employees (AFSCME), ainsi que les métallurgistes de l'United Steelworkers of America, décide de soutenir Halter contre Lincoln, appuyés en cela par la coalition de gauche MoveOn et Netroots, une coalition rassemblée autour du blog Daily Kos. L'association environnementale Sierra Club finance aussi une publicité critiquant Lincoln pour son soutien à des efforts visant à empêcher l'Environmental Protection Agency (EPA) de réguler les émissions de gaz à effet de serre.
Ces critiques poussent Lincoln, lors de la campagne pour les primaires, à gauchir son discours, en soutenant notamment l'idée d'une régulation importante des produits dérivés financiers alors que le Congrès discute du Dodd–Frank Wall Street Reform and Consumer Protection Act. Un second tour est alors organisé le 8 juin, où elle s'impose finalement de justesse avec 52 % des voix contre 48 % à Halter.
Affaiblie par son duel contre Halter, Blanche Lincoln affronte ensuite le représentant fédéral républicain John Boozman lors de l'élection du 2 novembre. Elle avait déjà battu le frère de celui-ci, Fay, alors élu au Sénat de l'Arkansas, en 1998, pour siéger au Sénat des États-Unis. Les commentateurs considèrent assez tôt dans la campagne que le siège de la démocrate est cependant le plus vulnérable de ces élections sénatoriales où elle accuse, selon les sondages de Real Clear Politics, un retard de plus de vingt-cinq points sur Boozman.
Le 2 novembre 2010, avec 36,9 % des voix, elle est sèchement battue par John Boozman (57,9 %). Elle se retire de la vie politique.